# Museo Regional de Arqueología de La Democracia
El Museo Regional de Arqueología de La Democracia o el Museo Regional de Arqueología de La Democracia Rubén Chévez Van Dorne, es un museo arqueológico en el municipio de La Democracia en el departamento de Escuintla en Guatemala. El museo muestra artefactos mesoamericanos precolombinos de las tierras bajas del pacífico que datan desde el período preclásico hasta el período posclásico, con un énfasis en particular a la cultura local de Monte Alto. 
El museo está abierto de martes a sábado de 8:00 a las 16:00 horas.

## Ubicación
El museo está situado opuesto el parque central de La Democracia, la cual es notable por su exhibición de grandes esculturas prehispánicas. La Democracia está situada en el departamento de Escuintla a unos 92 kilómetros de la Ciudad de Guatemala y a una altitud de unos 165 metros sobre el nivel del mar.

## Historia
El museo fue fundado en febrero de 1966 por Rubén Chévez Van Dorne. Van Dorne frecuentemente recibía piezas cerámicas precolombinas por profesores locales que trabajaban en una plantación de algodón en el municipio vecino de La Gomera. Los profesores observaban que frecuentemente se hallaban restos arqueológicos por tractores trabajando en la zona.
El museo se instaló en un edificio escolar remodelado por el Instituto Guatemalteco de Turismo (INGUAT) que anteriormente albergaba la Escuela Urbana de La Democracia. Cuando parte de esta reforma, el artista guatemalteco Guillermo Grajeda Meno pintó 21 murales adentro del museo. El museo abrió sus puertas al público en el nuevo espacio el 22 de mayo de 1972.

## Colección
Aparte de su colección arqueológica, el museo posee una exposición de arte moderno por artistas guatemaltecos, mostrados en la planta superior. El museo también posee una amplia colección de documentos y libros históricos. 
La escultura antropomórfica de una cabeza afuera de la entrada del museo fue prestada durante dos meses para ser exhibida en el Museo Metropolitano de Arte en Nueva York.